# Ellen Church
Ellen Church (* 22. September 1904 in Cresco, Iowa; † 22. August 1965 in Terre Haute, Indiana) war eine US-amerikanische Pilotin, Krankenschwester und die weltweit erste Flugbegleiterin.

## Leben

### Jugend und Ausbildung
Ellen Church wurde in der Kleinstadt Cresco, Iowa geboren. Nach ihrem Abschluss an der Cresco High School studierte sie Krankenpflege an der University of Minnesota, wo sie 1926 ihren Abschluss machte. Anschließend zog sie nach San Francisco und arbeitete in einem Krankenhaus. Da sie seit ihrer Kindheit den Wunsch zu fliegen hegte, nahm sie in ihrer Freizeit Flugstunden und erwarb eine Privatpilotenlizenz.

### Boeing Air Transport

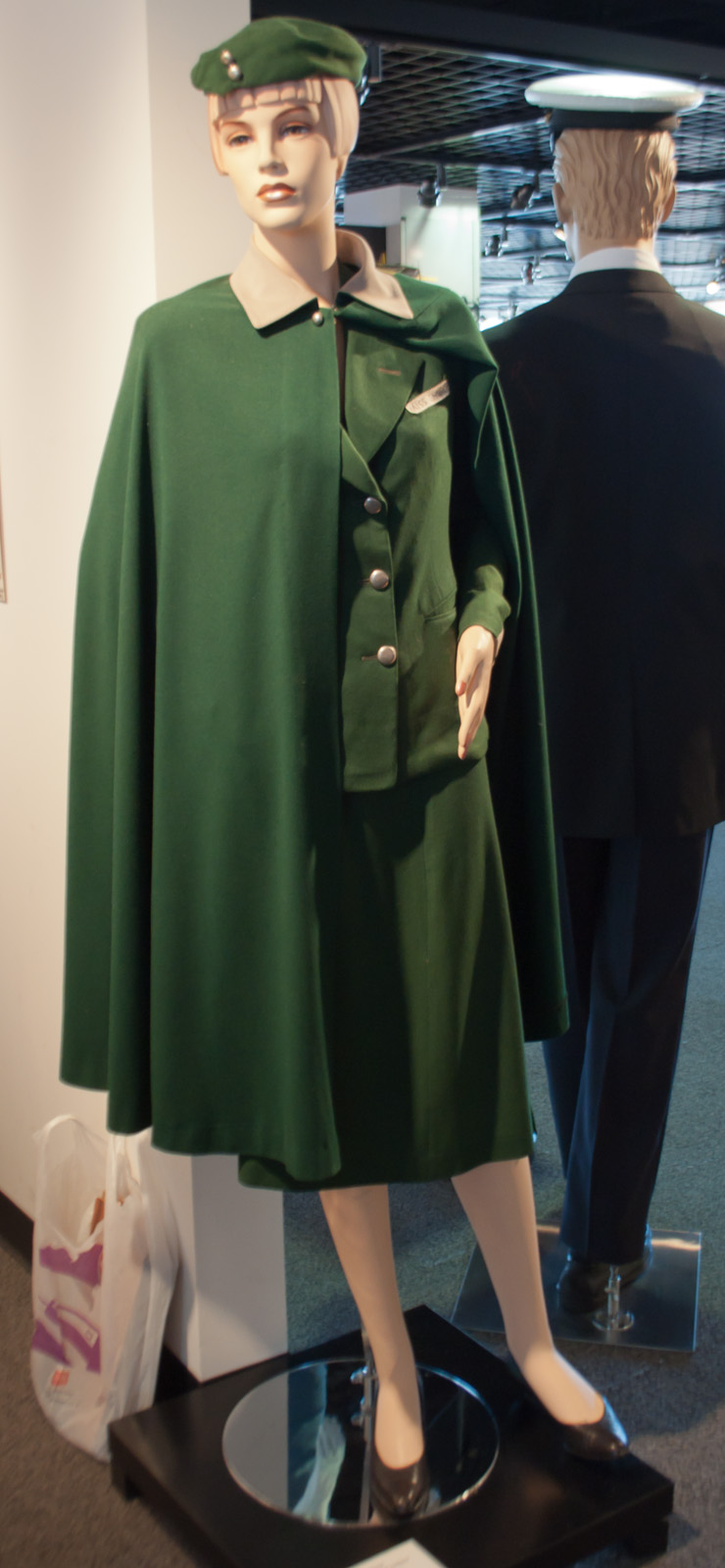
Flugbegleiterinnen-Uniform, getragen von Ellen Church. Flight Path Museum, Los Angeles

Im Jahre 1930 bewarb sich Church bei der 1927 gegründeten Fluggesellschaft Boeing Air Transport (BAT), der späteren United Airlines, als Pilotin. Die Fluggesellschaft stellte damals jedoch nur männliche Piloten ein. Allerdings wollte BAT zu dieser Zeit, dem Beispiel anderer Fluggesellschaften folgend, (männliche) Flugbegleiter als drittes Besatzungsmitglied neben Pilot und Copilot einführen. Hier sah Church ihre Chance. Sie verhandelte mit Steve Stimpson, Bezirksleiter der BAT in San Francisco, und schlug ihm vor, stattdessen Krankenschwestern als Bordpersonal zur Betreuung der Passagiere einzusetzen. Ihr Hauptargument war, dass dies dazu beitragen würde, den Passagieren die Angst vor dem Fliegen zu nehmen.

“Mr Stimpson, if people imagine women casually living in the air, choosing to work there, would it have a good psychological effect in helping rid the public of any fear?”

„Mr Stimpson, wenn die Menschen sich vorstellen, dass Frauen zwanglos in der Luft leben und sich dafür entscheiden, dort zu arbeiten, hätte das nicht einen guten psychologischen Effekt, um die Öffentlichkeit von jeglicher Angst zu befreien?“

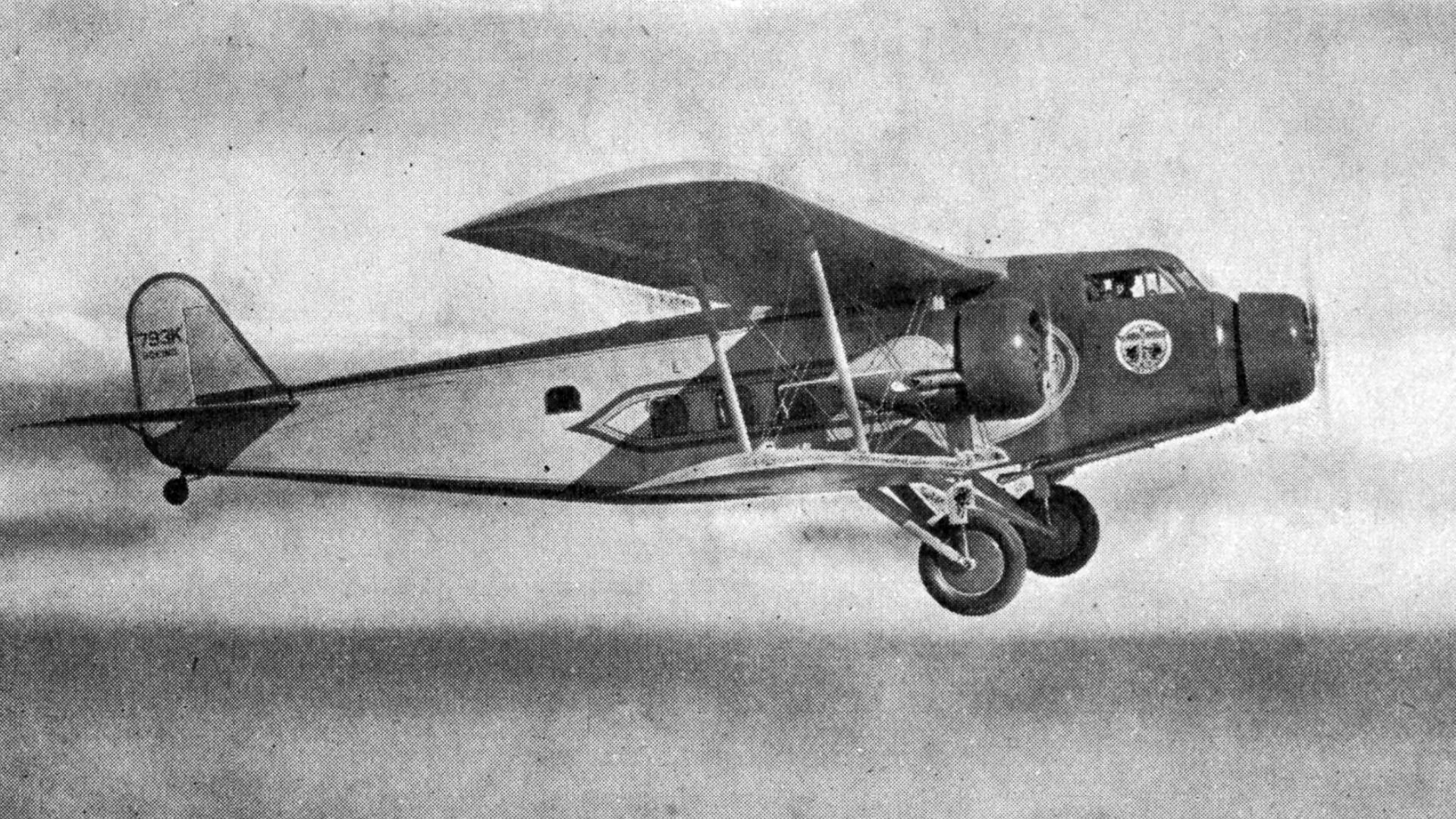
Boeing 80A

Stimpson konnte die BAT-Unternehmensführung von der Idee überzeugen. Sie stellten Ellen Church für eine Probezeit von drei Monaten als Chefstewardess ein und gaben ihr den Auftrag, sieben weitere Krankenschwestern als Flugbegleiterinnen anzuwerben. Church und Stimpson prägten dabei den Begriff Stewardess. Die Anforderungen an die Bewerberinnen waren hoch: Sie mussten registrierte Krankenschwestern sein, ledig, jünger als 25 Jahre alt, nicht mehr als 52 kg wiegen und nicht größer als 1,63 m sein. Neben der Betreuung der Passagiere mussten die Stewardessen das Gepäck an Bord bringen, lose Sitze festschrauben, die Flugzeuge betanken und sogar den Piloten helfen, die Flugzeuge in den Hangar zu schieben. Das angebotene Gehalt war mit $125 pro Monat allerdings sehr attraktiv. Church gelang es, sieben weitere Krankenschwestern anzuwerben und für ihre Aufgabe zu trainieren. Das Team nannte sich The Original Eight.

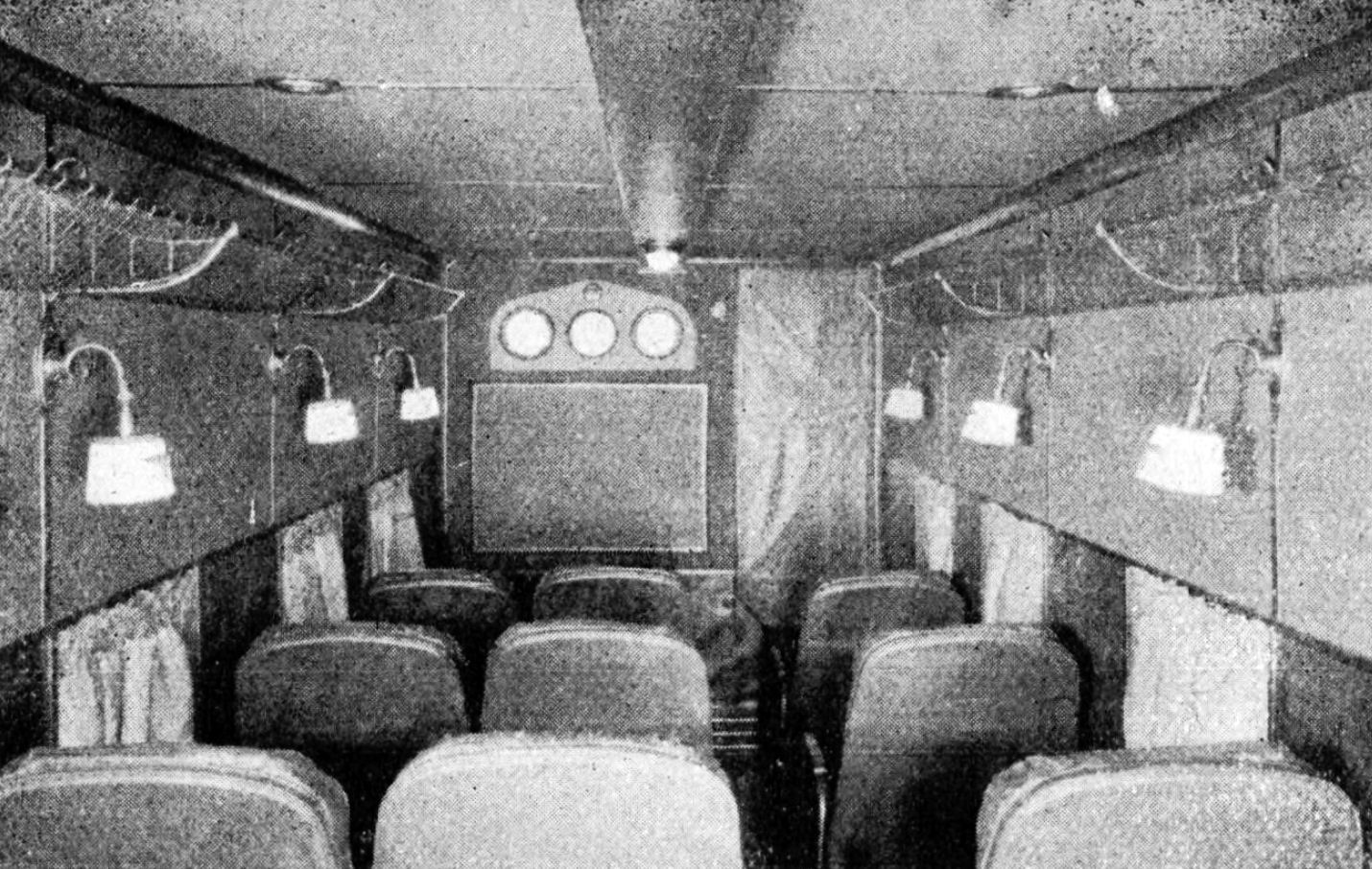
Kabine einer Boeing Model 80, 1929

Am 15. Mai 1930 flog sie als erste (weibliche) Flugbegleiterin in einer Boeing 80A von Oakland, San Francisco in das 1600 Meilen (etwa 3000 km) entfernte Chicago. Bei einer Reisegeschwindigkeit von 125 Knoten und mit 13 Zwischenlandungen dauerte der Flug 20 Stunden. Pilot auf diesem Flug war der Flugpionier Elrey B. Jeppesen (1907–1996).
Die Probezeit von Ellen Church und ihrem Team war erfolgreich. Die Passagiere mochten den Service, und andere Fluggesellschaften folgten dem Beispiel von BAT. Drei Jahre später arbeiteten bereits 100 Flugbegleiterinnen für drei Gesellschaften, Ende 1935 waren es 197 Flugbegleiterinnen und acht Fluggesellschaften. Bis zum Beginn des Zweiten Weltkriegs war die Ausbildung zur Krankenschwester eine übliche Voraussetzung für die Arbeit als Flugbegleiterin. Danach wurden so viele Krankenschwestern in der Armee benötigt, dass diese Anforderung nicht mehr aufrechterhalten werden konnte.
Ellen Church musste nach 18 Monaten wegen ihrer Verletzungen durch einen Autounfall die Arbeit an Bord beenden. Sie kehrte zurück an die University of Minnesota, wo sie bereits studiert hatte, und wurde 1936 als supervisor of pediatrics verantwortlich für Pädiatrie am Milwaukee County Hospital.

### Zweiter Weltkrieg
Nach dem Eintritt der Vereinigten Staaten in den Zweiten Weltkrieg diente Church als Captain im United States Army Nurse Corps, einer medizinischen Spezialabteilung der amerikanischen Streitkräfte, in der sie dabei half, verwundete Soldaten aus Afrika und Italien per Flugzeug zu evakuieren. Wegen ihrer Berufserfahrung aus der Arbeit im Krankenhaus sowie bei der Führung der Stewardessen wurde sie dazu berufen, Evakuierungskrankenschwestern für die D-Day Invasion in Frankreich 1944 auszubilden.

### Nach dem Krieg
Nach dem Zweiten Weltkrieg zog Ellen Church nach Terre Haute, Indiana und arbeitete dort als Schwesternleiterin im Union Hospital. 1964 heiratete sie Leonard Briggs Marshall, den Präsidenten der First National Bank in Terre Haute.
Am 27. August 1965 kam sie bei einem Reitunfall ums Leben. Sie wurde auf dem Parkfriedhof Highland Lawn Cemetery in Terre Haute bestattet.

## Ehrungen

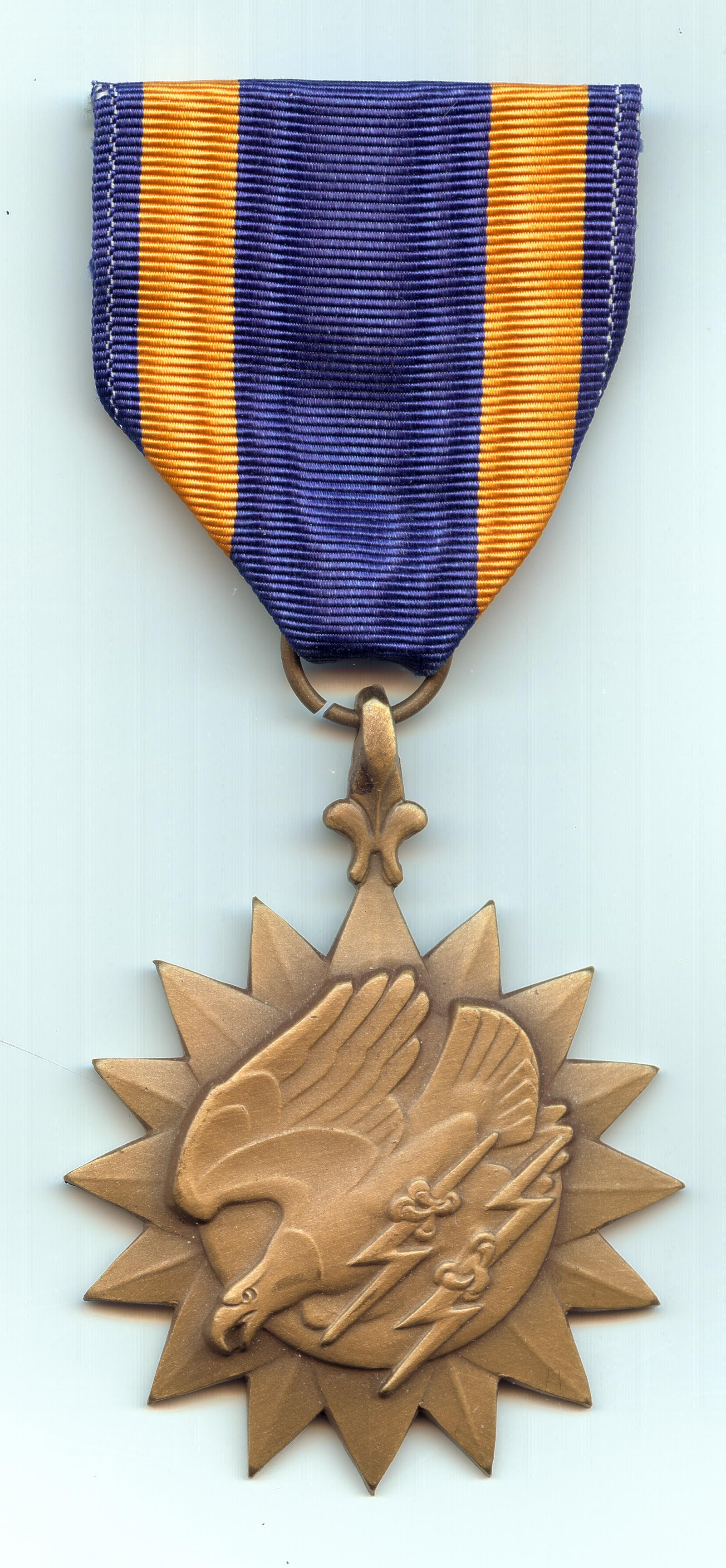
Air Medal

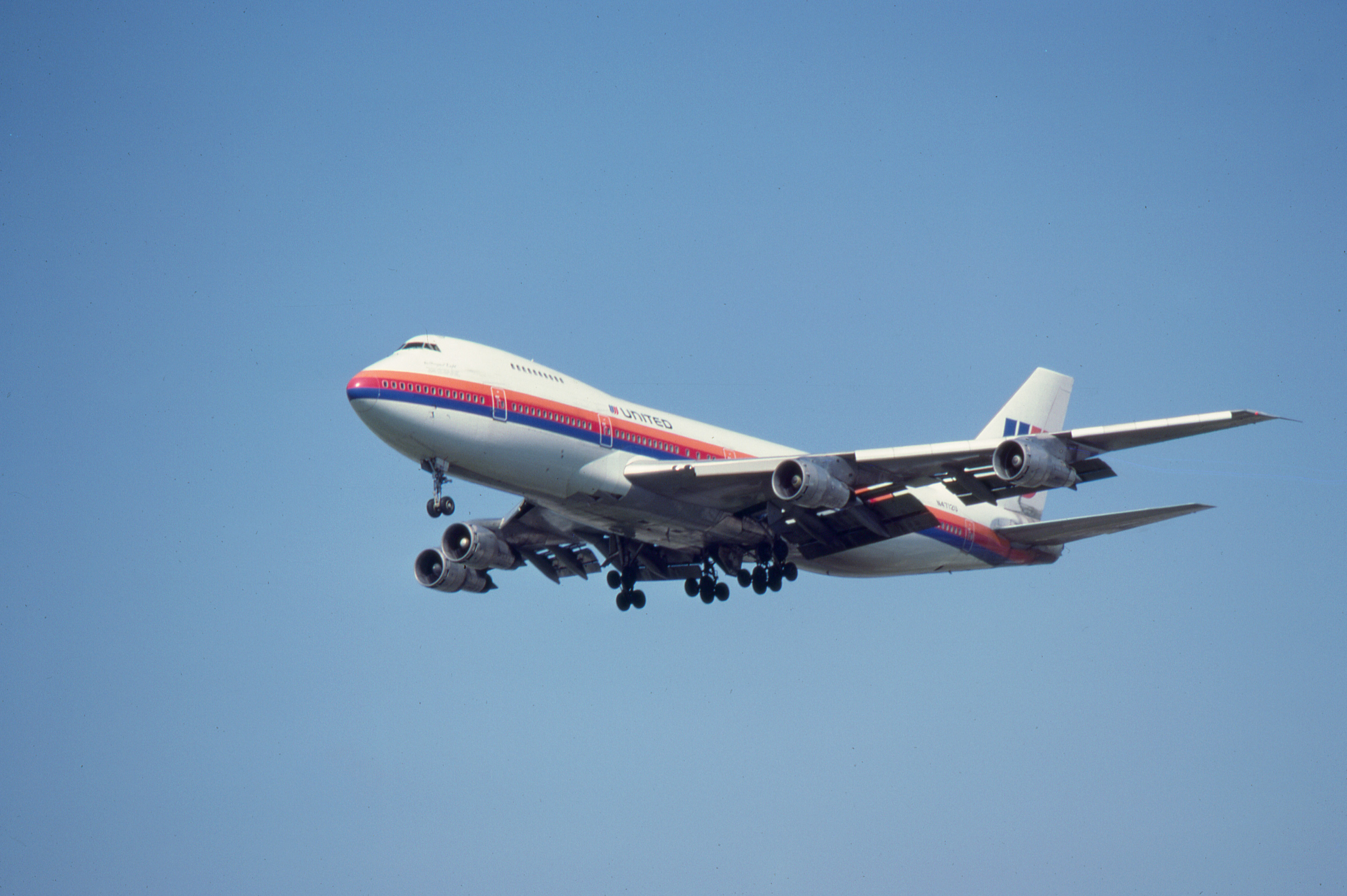
Boeing 747 „the Original Eight“

Für ihre Verdienste im Zweiten Weltkrieg erhielt Ellen Church mehrere militärische Auszeichnungen:
- Air Medal
- European-African-Middle Eastern Campaign Medal
- American Campaign Medal
- World War II Victory Medal[6]

Der Regionalflughafen ihrer Geburtsstadt Cresco (ICAO-Code: KCJJ) wurde nach ihr Ellen Church Field benannt.
In Erinnerung an das von Ellen Church ausgebildete Team von Flugbegleiterinnen gab United Airlines einer Boeing 747 den Namen the Original Eight. Der Rumpf wurde mit den Namen der acht ersten Flugbegleiterinnen beschriftet: Ellen Church, Ellis Crawford, Inez Keller, Margaret Arnott, Cornelia Peterman, Harriet Fry, Jessie Carter, Alva Johnson.